# Лазерное омоложение сетчатки
Лазерное омоложение сетчатки — это методика лечения ранней или развитой возрастной макулодистрофии (ВМД) (англ. retina rejuvenation therapy — RRT / 2RT), разработанная профессором Джоном Маршаллом PhD, FRCPath, FRCOphth (Больница святого Томаса, Лондон), много лет изучавшим механизм ВМД. 2RT использует сверхкороткие импульсы зелёного лазера.

## Возрастная макулодистрофия
В основе ВМД лежат патологические изменения сосудов и нарушение питания (ишемия) центральной зоны сетчатки (макулы). ВМД является одной из самый распространённых причин слепоты в развитых странах.

## Механизм работы лазерного омоложения сетчатки
Используется зелёный лазер с длиной волны 532 нм, длительность импульса 3 нс, диаметр пятна 400 мкм. Наносится 12 субпороговых импульсов в зоне перифовеа с энергией в диапазоне 0,15 — 0,45 мДж. Подбор энергии осуществляет индивидуально для каждого пациента.
Короткий импульс лазера вызывает внутриклеточные повреждения отдельных групп клеток пигментного эпителия сетчатки, при этом отсутствует некроз, воспаление. Соседние клетки пигментного эпителия мигрируют и вырабатывают матриксные металлопротеиназы, которые повышают проницаемость мембраны Бруха. Улучшение проницаемости мембраны Бруха приводит к уменьшению друз и замедлению развития заболевания.

## Показание и противопоказания
Показания: друзы сетчатки в центральное зоне диаметром 1500 мкм, сниженная чувствительность сетчатки.
Противопоказания: атрофические изменения сетчатки, друзеноидная отслойка пигментного эпителия, наличие хорионеоваскуляризации, ретикулярные псведодрузы.

## Клиническая эффективность
Омоложение сетчатки (2RT) приводит к уменьшению друз, снижению риска прогрессирования заболевания на 77 % для пациентов без ретикулярный псевдодруз, однако наличие ретикулярных псевдодруз оказалось фактором, повышающим риск перехода заболевания в позднюю стадию.